# Chad William Zielinski
Chad William Zielinski (Detroit, 8 settembre 1964) è un vescovo cattolico statunitense, dal 12 luglio 2022 vescovo di New Ulm.

## Biografia
Chad William Zielinski è nato a Detroit, Michigan, l'8 settembre 1964 ed è il maggiore di cinque figli di Donald e Linda Zielinski. Poco tempo dopo la famiglia si è trasferita in una fattoria di 120 acri vicino ad Alpena. La famiglia appartiene alla parrocchia di San Bernardo e Zielinski ha ricevuto il sacramento della confermazione nel 1979.

### Formazione e ministero sacerdotale
Nel 1982 si è diplomato all'Alpena High School e poi si è arruolato nella United States Air Force dove ha svolto il servizio militare dal 1983 al 1986.
Mentre era di stanza in una base in Idaho, ha frequentato l'Università Statale di Boise e il Park College. Nel 1986, terminato il servizio militare, ha deciso di seguire la vocazione al sacerdozio nella diocesi di Boise City ed è entrato nel seminario maggiore "Mount Saint Angel". Nel 1989 ha conseguito un Bachelor of Arts in filosofia con lode e poi ha deciso di interrompere la formazione. Nel 1992 è rientrato nel medesimo seminario maggiore e, nel corso degli studi teologici, ha deciso di ritornare alla diocesi della sua giovinezza, Gaylord. Ha completato gli studi nel seminario "Sacro Cuore" di Detroit. Nel 1996 ha conseguito il Master of Divinity.
L'8 giugno 1996 è stato ordinato presbitero per la diocesi di Gaylord nella cattedrale diocesana da monsignor Patrick Ronald Cooney. In seguito è stato vicario parrocchiale della parrocchia dell'Immacolata Concezione a Traverse City dal 1996 al 1998; parroco della parrocchia di San Filippo Neri a Empire dal 1999 al 2001; membro del consiglio presbiterale e responsabile della missione per i fedeli di lingua spagnola dal 1999 al 2001 e parroco della parrocchia di Santa Rita e San Giuseppe a Maple City dal 2001 al 2002.
Dopo gli attentati dell'11 settembre 2001 padre Zielinski ha sentito una speciale chiamata a servire Dio tra gli uomini e le donne delle Forze armate. Consapevole del grande bisogno di cappellani militari cattolici, il vescovo Cooney lo ha inviato nell'ordinariato militare. Nel 2002 ha iniziato il servizio di cappellano militare nella base aerea di Grand Forks, nel Dakota del Nord. Dal 2003 al 2005 è stato di stanza nella base di Mildenhall, nel Suffolk, in Inghilterra, e poi è stato assegnato al servizio di reclutamento HQ dell'aeronautica militare presso la base aerea di Randolph a Schertz, Texas. Nel 2009 è stato nominato cappellano dei cadetti cattolici presso l'Accademia aeronautica degli Stati Uniti a Colorado Springs, Colorado. Nel 2012 è stato trasferito in Alaska per prestare servizio come cappellano del 354º Fighter Wing della base aerea di Eielson a Fairbanks. È stato anche direttore vocazionale dell'ordinariato militare.
Nel corso della sua carriera militare, Zielinski ha svolto tre turni di servizio in zone di guerra, inclusi Iraq e Afghanistan. Ha ricevuto numerosi premi e decorazioni militari per il suo servizio ed è stato promosso al grado di maggiore nel luglio del 2013.

### Ministero episcopale
L'8 novembre 2014 papa Francesco lo ha nominato vescovo di Fairbanks. Ha ricevuto l'ordinazione episcopale il 15 dicembre successivo nel Carlson Center di Fairbanks dall'arcivescovo metropolita di Anchorage Roger Lawrence Schwietz, co-consacranti l'ordinario militare per gli Stati Uniti d'America Timothy Broglio e il vescovo di Gaylord Steven John Raica.
Nel febbraio del 2020 ha compiuto la visita ad limina.
Il 12 luglio 2022 papa Francesco lo ha nominato vescovo di New Ulm. Ha preso possesso della diocesi il 27 settembre successivo con una cerimonia tenutasi nella chiesa di Santa Maria a New Ulm.
In seno alla Conferenza dei vescovi cattolici degli Stati Uniti è presidente del sottocomitato per le missioni cattoliche interne. In precedenza è stato presidente del sottocomitato per gli affari dei nativi americani.

## Genealogia episcopale
La genealogia episcopale è:
- Cardinale Scipione Rebiba
- Cardinale Giulio Antonio Santori
- Cardinale Girolamo Bernerio, O.P.
- Arcivescovo Galeazzo Sanvitale
- Cardinale Ludovico Ludovisi
- Cardinale Luigi Caetani
- Cardinale Ulderico Carpegna
- Cardinale Paluzzo Paluzzi Altieri degli Albertoni
- Papa Benedetto XIII
- Papa Benedetto XIV
- Cardinale Enrico Enriquez
- Arcivescovo Manuel Quintano Bonifaz
- Cardinale Buenaventura Córdoba Espinosa de la Cerda
- Cardinale Giuseppe Maria Doria Pamphilj
- Papa Pio VIII
- Papa Pio IX
- Cardinale Alessandro Franchi
- Cardinale Giovanni Simeoni
- Cardinale Antonio Agliardi
- Cardinale Basilio Pompilj
- Cardinale Adeodato Piazza, O.C.D.
- Cardinale Luigi Raimondi
- Arcivescovo John Robert Roach
- Arcivescovo Roger Lawrence Schwietz, O.M.I.
- Vescovo Chad William Zielinski